# الجزار (رواية)
الجزار هي رواية من تأليف الكاتب المصري حسن الجندي صدرت طبعتها الأولى عن دار أكتب للنشر والتوزيع في عام 2009. تأتي الرواية مقسمة على أربعة أجزاء موزعة على 322 صفحة، وتدور أحداثها عن شاب يدعى آدم يروح ضحية تشابه إسمه مع إسم أحد الإرهابيين المطلوبين عند أمن الدولة، الأمر الذي سيسبب له مأساة ستقلب حياته رأسًا على عقب، وتضعه على طريق الانتقام.
جاء حسن الجندي بهذه الرواية لينسج نسيجًا آخر مختلف لقصة رعب أخرى ممتعة كغالب أعماله. يعتبر حسن الجندي هو مجدد أدب الرعب العربي، وهذا ما يظهر من خلال هذه الرواية التي تقدم نوعًا جديدًا من الرعب لم يقدم كثيرًا في الوطن العربي، وهو الرعب الدموي المشبع بالإثارة النفسية، فهو ليس الرعب التقليدي المرتبط بالجن والعفاريت وقصص الأشباح.
تتألف هذه الرواية من أربع أجزاء، تظن في بداية الأمر أنها غير مرتبطة ببعضها البعض، ولكن تكتشف أنها وإن كانت مختلفة العنوانين والأحداث بشكل جزئي، إلا أنها مرتبطة إرتباطًا وثيقًا جدًا، وتتوحد مع بعضها البعض لتكون صورة كاملة يراها القارئ بوضوح مع نهاية أخر سطور الرواية.

## موضوع الرواية
تدور أحداث الرواية حول الشاب آدم عبد الرحمن الذي يعمل مدير قسم الحسابات في إحدى الشركات المتخصصة في استيراد الحواسب الآلية، ويعيش حياة سعيدة مع زوجته بتول وابنته الرضيعة نور. بعد يوم عمل طويل يعود آدم إلى منزله حاملًا أخبارًا سارة لزوجته حيث تمت ترقيته في العمل وتمت مضاعفة راتبه، تسعد بتول بهذا الخبر وتنسى ولو مؤقتًا ما أخبرها به الأطباء كونها لن تستطيع الانجاب مرة أخرى بسبب معاناتها من مشكلة صحية على مستوى القلب. يمر باقي اليوم بشكل طبيعي في منزل آدم وفي الليل وأثناء النوم يستيقظ آدم على صوت تكسير لباب المنزل ثم خطوات كثيرة قادمة من خارج غرفة النوم، وعندما يخرج ليتحقق مما يحدث، ينهال عليه مجموعة من الرجال - يعرف لاحقًا أنهم ضباط من أمن الدولة - بالضرب، ثم يقتحمون غرفة النوم ويعتدون على زوجته ويجرانهما إلى خارج المنزل، بينما طفلتهم الرضيعة تستيقظ باكية. يجد آدم وبتول نفسهم لاحقًا في إحدى البنايات في أمن الدولة، ويستمر الضباط في تعذيبهم بأبشع الطرق، ثم ينهار آدم وهو يرى الرائد حسن وهو يغتصب زوجته، والتي لم تتحمل كل ذلك التعذيب وماتت. يعرف آدم لاحقًا بعد أن يستفيق من صدمة فقدان زوجته أنه المتهم الرئيسي في عملية إرهابية، فينفي آدم التهمة على نفسه موضحًا أن الأمر لابد أن يكون مجرد تشابه أسماء، وأن لا علاقة له بما نسب إليه من تهم، لكن الرائد حسن لم يمهله ليوضح الأمور ويدافع عن نفسه، فيلقي به في الزنزانة. بعد فترة يتضح لأمن الدولة أن آدم الذي يبحثون عنه ليس هو نفسه المحتجز لديهم، فيقررون التخلص منه دون أن يتركوا أي أثر لخطائهم، فيخرجون آدم من الزنزانة ويتخلصون منه في الشارع، يتحرك آدم متحاملًا على نفسه ويتحرك نحو منزله ليصدم بمنظر عمق جراحه أكثر، حيث وجد طفلته ميتة نتيجة الجوع وكثرة البكاء. يخرج آدم من منزله هائمًا في الشوارع ويصبح متشردًا، بينما تبدأ عائلته البحث عنه، وعندما وجدوه نقلوه إلى المستشفى، بعد أن يتعافى جسده من أثار التعذيب، يستيعد آدم تلك المأساة التي دمرت حياته ما يؤجج نار الانتقام في قلبه، فيبدأ رحلة اقتصاص دموية تحوله من شخص عادي إلى جزار لا يرحم يأكل لحم أعدائه.

## كاتب الرواية
حسن الجندي هو كاتب وروائي مصري من مواليد 26 مارس 1989 في مدينة القاهرة، درس في جامعة عين شمس بكلية الآداب قسم الدراسات الفلسفية وتخرج منها عام 2010، حيث بدأ الكاتب بالدخول إلى عالم الأدب وكتابة الروايات عندما كان في المرحلة الجامعية وذاع صيته أثناء هذه الفترة ومع صدور أول رواية طويلة تحمل اسمه.
هو واحد من الكتاب الشباب الذي استطاع خلال فترة وجيزة جدًا اكتساب قاعدة عريضة من جمهور الشباب القارئين والمتابعين، فقد حصلت مؤلفاته ورواياته على ما يقرب من مائة ألف مشاهدة داخل مصر وخارجها، وهي نسبة ليست بالقليلة، وخاصة «ثلاثية مخطوطة ابن اسحاق» التي استطاع من خلالها وضع اسمه في مصاف الكتاب الأكثر شهرة في مجال الرعب.
اتسم أسلوبه في الكتابة بالسلاسة والمرونة واهتمامه وتركيزه الشديد على عنصري الإثارة والتشويق والحرص على اختيار حبكة درامية مميزة، كما أنه لوحظ أنه قام بتطوير أسلوبه في الآونة الأخيرة، حتى أنه خلال أحد اللقاءات الصحفية طلب العديد من القراء والمتابعين طلب منه أرقام الهواتف الخاصة بالعديد من شخصيات رواياته إلا أنه أخبرهم أنها مجرد شخصيات تخيلية.

## شخصيات الرواية
- آدم عبد الرحمن: بطل الرواية وهو شاب يعمل مدير قسم الحسابات في إحدى الشركات المتخصصة في استيراد الحواسب الآلية، يعيش حياة سعيدة مع زوجته وابنته الرضيعة، لكنه يتعرض للظلم والقهر دون ارتكاب أي ذنب، فيتخذ طريق الانتقام ويصبح جزارًا لا يرحم.
- الرائد حسن: ضابط في جهاز أمن الدولة لم يتزوج رغم علاقاته النسائية الكثيرة، يعيش وحيدًا، وذلك بعد وفاة والدته، وهو العدو الأول للبطل آدم والمتسبب الرئيسي في مأساته، ليصبح المطلوب الأول على قائمة الانتقام.
- الرائد علي: أحد ضباط أمن الدولة وزميل الرائد حسن، كان من فريق التحقيق الذي عذب آدم.
- بتول: زوجة آدم أنجبت حديثًا ابنتهم نور، ورغم أن الأطباء أخبروها بأنها لن تستطيع الانجاب مرة أخرى، إلا أنها سعيدة بحياتها مع آدم لأنه حب حياتها، تتعرض للإعتداء من الرائد حسن فلم تتحمل الأمر وماتت،  ويسعى آدم للانتقام لها.
- سامح: هو أحد رجال المخابرات، عُرف عنه الذكاء، وصل إليه ملف قضية لا علاقة لها بعمله، عن قاتل محترف تخصص في قتل أفراد يعملون في نفس الجهة الأمنية.
- سالم: صحفي ينشر مقالًا عن الجزار لقى رواجًا واسعًا، وتلقى خطابًا من الجزار يثني عليه كونه أول من تحدث عن القضية بحياد.

## اقتباسات
- "أنا من أتيت من أعماق عقلي. أنا الرغبة المجسدة. أنا من أردت أن أكونه، و أخاف أن أكونه. أنا المسخ الذي عاد لكم."
- "إذا تفوق عقلي على ضميري فأنا لا أستحقه."
- "ثم نظر للجثة وهو يقول هذه المرة بصوت مسموع بحسرة: النهاية الرمادية."
- "إنه الطريق الذي نختاره بإرادتنا وعندما نسير فيه نفقد تلك الإرادة."
- "الانتقام وجبة يفضل أن تقدم باردة."

## وصلات خارجية
- صفحة رواية الجزار على موقع جود ريدز